# RAEC Mons
Royal Albert-Elizabeth Club de Mons (normalt bare kendt som RAEC Mons) var en belgisk fodboldklub fra byen Mons i Vallonien. Klubben spiller i landets bedste liga, Belgiske Pro League, og har hjemmebane på Stade Charles Tondreau. Klubben blev grundlagt i 1909.